# Farceaux
Farceaux – miejscowość i gmina we Francji, w regionie Normandia, w departamencie Eure.
Według danych na rok 1990 gminę zamieszkiwało 185 osób, a gęstość zaludnienia wynosiła 24 osoby/km² (wśród 1421 gmin Górnej Normandii Farceaux plasuje się na 716. miejscu pod względem liczby ludności, natomiast pod względem powierzchni na miejscu 487).